# Grönsösundet

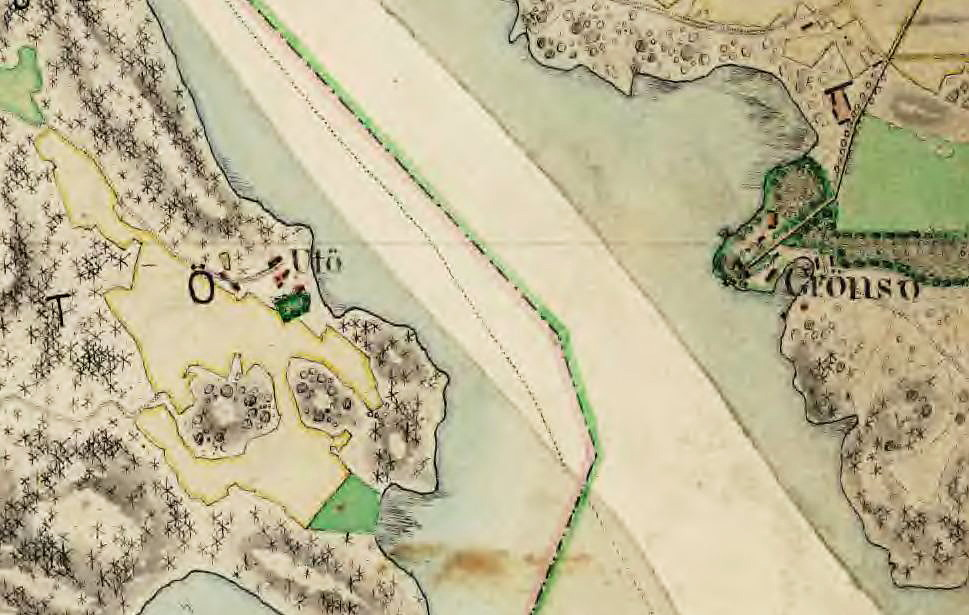
Sundet på Häradsekonomiska kartan.

Grönsösundet (även Grönsö sund) är ett sund i centrala Mälaren som tillhör Enköpings kommun.

## Beskrivning
Grönsösundet begränsas i väster av ön Arnö och i öster av ön Grönsö. Sundet har en längd av knappt fyra kilometer och är vid sitt smalasta ställe ungefär 300 meter brett. Här ligger (vid Janbo udd på östra sidan) Grönsö fyr. Vattendjupet varierar i farleden mellan 29 och 25 meter. Tidigare var Grönsösundet en av Mälarens tätt trafikerade vattenvägar.
Vid sundets östra sida ligger Grönsö slott som uppfördes åren 1607–1611 för riksrådet Johan Skytte. Mittemot märks Utö hus, en mycket välbevarad enkelhusborg med rötter tillbaka till 1200-talet. Grönsö slott och Utö hus hade under många år en stark kulturhistorisk koppling eftersom båda tillhörde Grönsögodset.

## Bilder

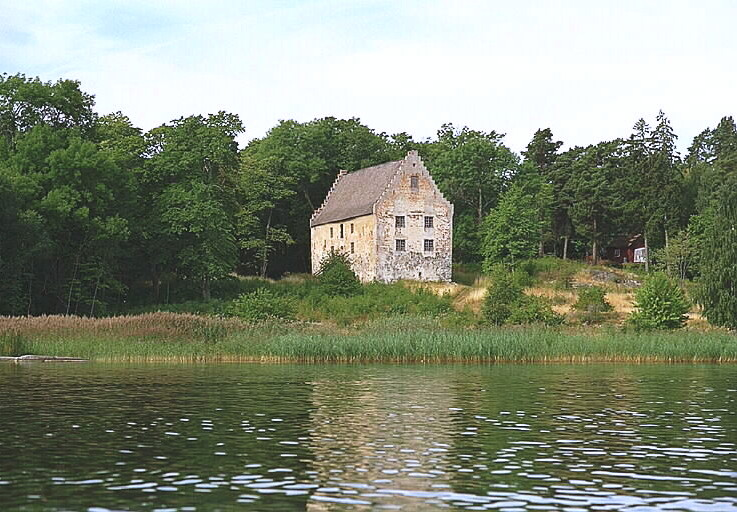
Utö hus
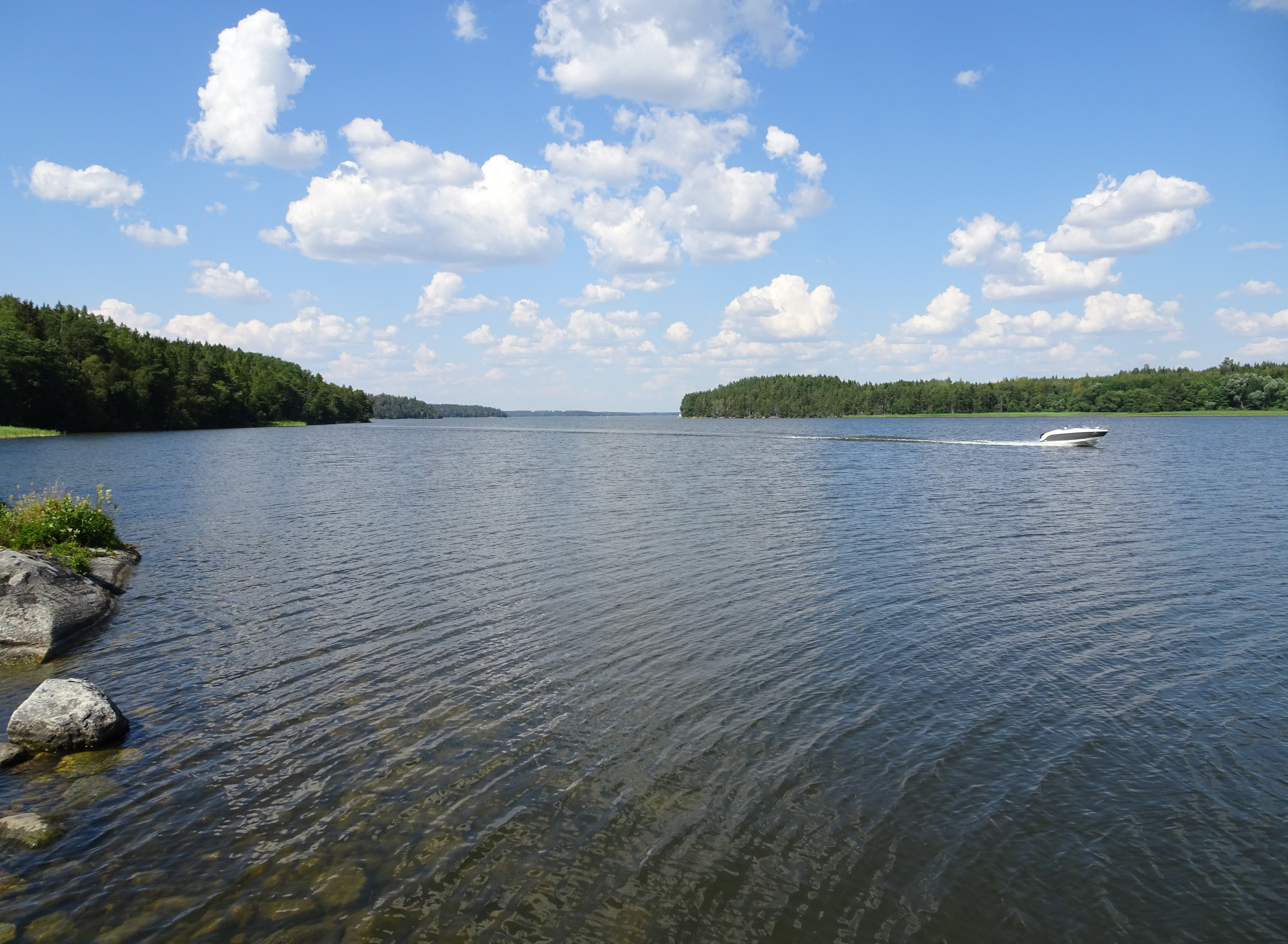
Sundet mot norr
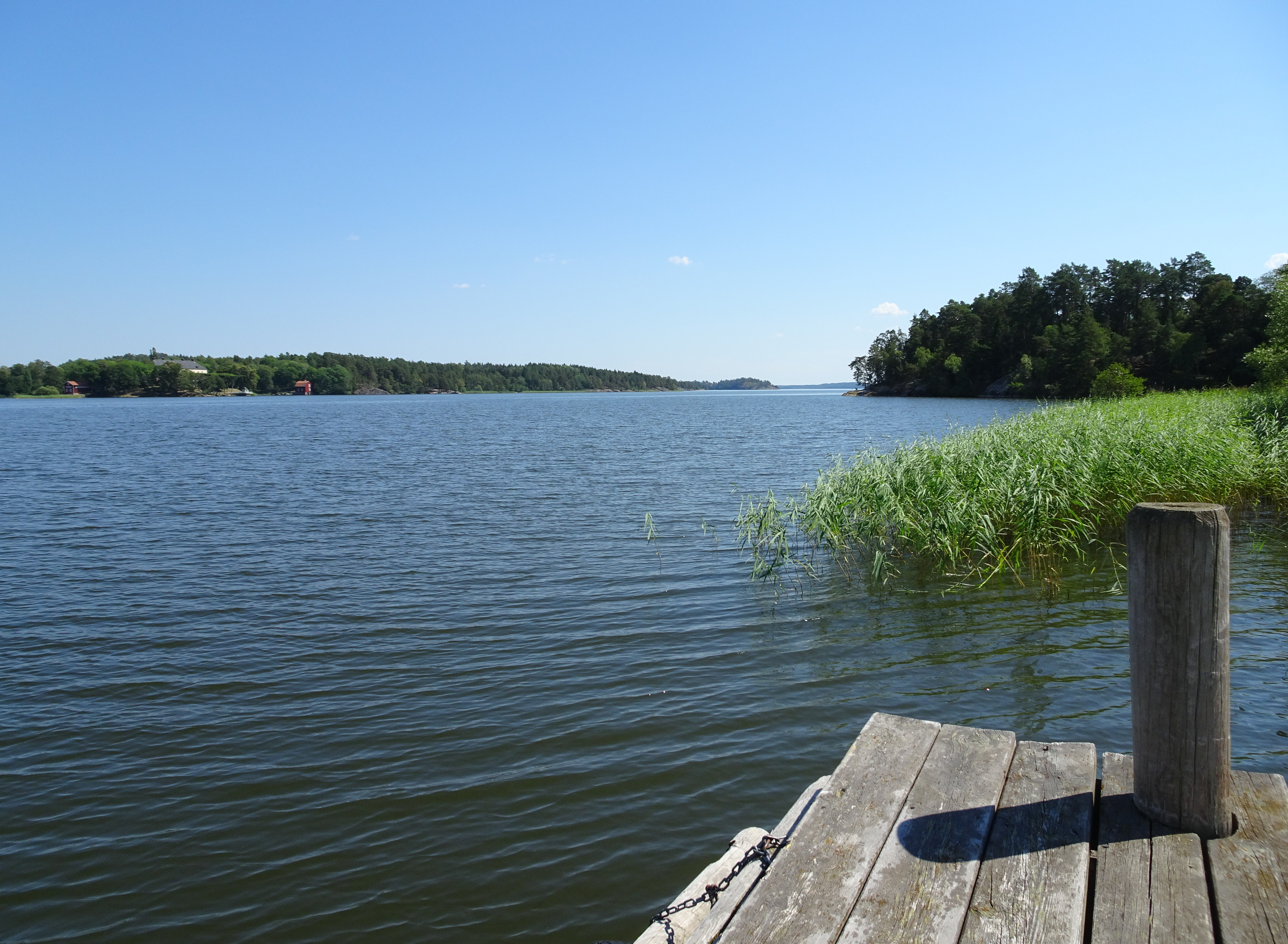
Sundet mot söder
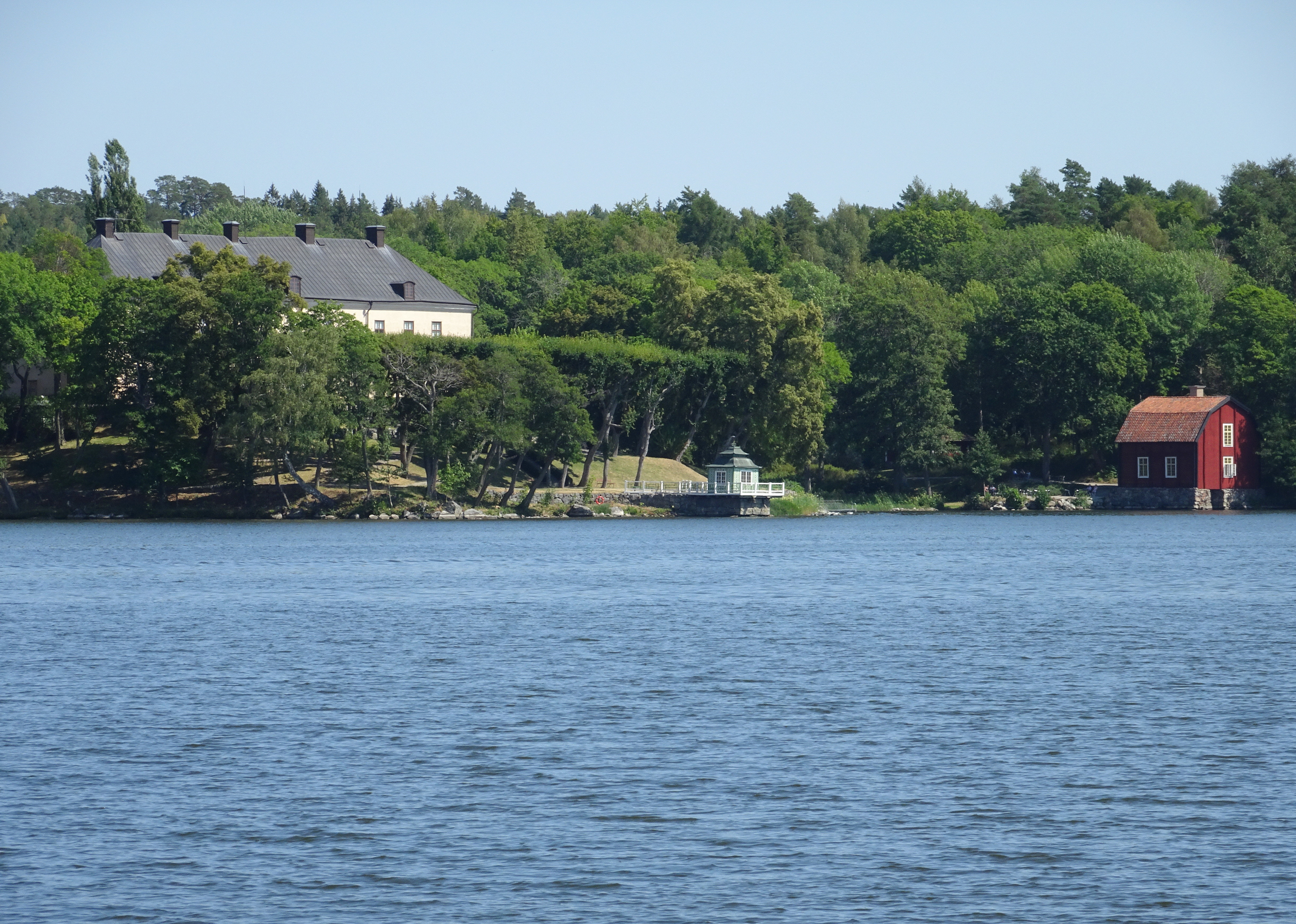
Grönsö slott